# Железнодорожный путевой пост № 45
№ 45 — железнодорожный путевой пост (населённый пункт) в Называевском районе Омской области России. Входит в состав Мангутского сельского поселения.

## География
Железнодорожный путевой рост находится в западной части Омской области, в пределах Ишимской равнины, являющейся частью Западно-Сибирской равнины.

### Часовой пояс
Железнодорожный путевой пост № 45, как и вся Омская область, находится в часовой зоне МСК+3. Смещение применяемого времени относительно UTC составляет +6:00.

## История
Основан в 1913 году. В 1928 году разъезд № 45 состоял из 7 хозяйств, основное население — русские. В административном отношении находился в составе Котинского сельсовета Называевского района Омского округа Сибирского края..
В соответствии с Законом Омской области от 30 июля 2004 года № 548-ОЗ «О границах и статусе муниципальных образований Омской области» населённый пункт вошёл в состав образованного Мангутского сельского поселения.

## Население
| 1926 | 2002 | 2010 |
| ---- | ---- | ---- |
| 32   | ↗48  | ↘36  |

## Улицы
В населённом пункте имеется одна улица — Рабочая.

## Инфраструктура
Действовал железнодорожный разъезд, путевой пост.